# EQN
eqn: предварительный обработчик (препроцессор) языка описания математических выражений, предназначенный для совместной (предваряющей) работы с пакетом обработки языка описания сложного текста nroff/troff (то же самое — для работы в составе DWB — document workbench). Под тем же названием известен собственно язык описания математических выражений приложения.
Язык описания основан на простом тексте и состоит из набора ключевых слов и знаков, приказывающих изображать математические знаки, смещать их по вертикали и горизонтали, изменять их размеры и т. д. Средства языка допускают переобозначение ограничительных знаков в математических выражениях, верстаемых в строку (inline equation), то есть, не отдельным абзацем (display equation).
Чтобы получать достаточно сложные математические выражения в окончательном результате, в программах последующей за eqn обработки (см. также программный конвейер) требуется использовать формат записи Postscript.

## Язык описания математических выражений OpenOffice
Вариант языка eqn, расширенный и несколько изменённый по составу и смыслу ключевых слов (так, знак ^ имеет смысл верхнего правого индекса, как и приказ sup) включен в состав программного комплекса StarOffice и производных от него программных комплексов OpenOffice (LibreOffice, Apache OpenOffice и под.), а именно, в компонент набора математических выражений StarMath.

## Примеры
Получить в окончательном результате вёрстку наподобие {\displaystyle a_{0}x^{2}+a_{1}x+a_{2}=0}

можно, включив в исходный сложный текст
- a sub 0 x sup 2 + a sub 1 x + a sub 2 = 0 — при обработке в eqn;

- a_0 x^2 + a_1 x + a_2 = 0 — при обработке в StarMath.